# 州治
州治是中国行政区划——州的治所，其所在城池又称州城。

## 历史
西汉元封五年（106年），汉武帝设置十三刺史部。设立之初，刺史（后称州牧）乘传行部，没有固定治所。至东汉时，州逐步成为一级行政区单位。相关文献中，提及东汉以前刺史部具体治所的史料极为稀见。学界对西汉时，州部是否设治、治所何处的问题长期没有定论。有研究者依据20世纪发掘的，与凉州刺史相关的居延漢簡，推测治所即是东汉时期的治所陇县:110—111。
东汉初年，恢复以监察为主的刺史制度。东汉末年，国家动荡，刺史成为地方军政长官，州成为地方一级行政区单位。司马彪《續漢書·郡国志》，详列各州治所。各州州治所在，即州所属郡下辖的县或侯国:112—113。汉朝的县治通常筑有城池:9，在同一座城池内的州治、县治，即是治所同城。
在汉朝之后两晋南北朝时期，历代王朝普遍奉行筑城政策。相关考古发掘、勘查也证明汉代郡治、县治较普遍地的建筑城垣。魏晋以后，因中原局势动荡，政府有在州治、郡治、县治等，以及险要之地建筑城垣的传统。唐朝初年，政府在北方边境鼓励修建城池，诸州镇戌县皆当“各自有城”，“纵无城垣，篱栅亦是”。有当代研究者根据汉水流域58座州治、县治城垣数据推论，隋朝至唐朝前中期，绝大部分州治、县治均沿用前代遗留的城垣，或者根本没有城郭，只有极少部分州治、县治新筑或改筑城垣。安史之亂之后，各地普遍新修、增修、扩修城垣。特别是州治、府治新修罗城。后世文献和考古发现的唐朝城郭，大部分是晚唐、五代时期新筑、扩修和重修:8—9。
北宋初年，朝廷鉴于晚唐五代藩鎮割據的问题，毁废各地的城垣，因此除边境地区外，内地的州治、县治普遍不筑城。蒙古征服南宋的过程中，南方地区依靠城池对元军进行了顽强的抵抗。元廷推行毁城和禁止修城的政策。至元朝中后期，汉水流域的州治中，仅襄州、郢州、均州保有州城:10。有当代研究者指出，宋元时，治所城市规模与行政等级密切相关。一级行政区——路城通常是二级行政区——府城、州城的2.2倍。府城、州城亦是下级县城的2.2倍:135—136。
明清时，政府均提倡修建城垣，亦是州、县官员的职责。明代筑城有两个高潮期，一是明初洪武、永乐朝，二是景泰至万历的明中后期。洪武、永乐朝除新修卫所城池外，大部分的府治、州治（直隸州、散州）均在这一时期新建或重修城郭。景泰至历历朝期间，以砖石重修了大部分府治、州治城郭。清朝的顺治、康熙、雍正年间，全国各地普遍的修缮了明代旧城。嘉庆后，因社会动荡，全国再度兴起新建、修缮城池的高潮。至清末，绝大部分府治、州治、县治均建筑有城垣:10—11。
中国传统城池建筑时，以唐长安城、汉魏洛阳城、明清北京城为代表的都城布局遵循网格式的道路布局，纵横布局的道路都十规整。但府城、州城、县城的道路布局并不遵循这一规划原则。府州县的城池中，连接城门的主要道路在南北方向上往往不是通达的，在东西方向上也多有错落。研究者章道生指出，“这种道路的错落除了出于地形的需要，更多的是出于防御上的考虑。”有研究者指出，明清两代广东省的十个州府城池，以及省城广州，城郭都不是方正的:293—294。

## 当代及翻译用词
中华民国建立后，全国废府州厅改县，州治通常降为县治。中华人民共和国建立后，设有自治州。自治州的行政中心称首府。
中文之外，州是部分联邦制国家第一级组成单位名称的译名，通常用于翻译英语的“state”（用作联邦组成单位时）、德语的“Land”、法语的“canton”等。“state”的行政中心“capital”，翻译为首府:130、州邑。与中国一级行政区的行政中心——省会不同，美国各州的首府多是本行政区内的中小城镇。功能上仅是州政府所在地，不是本行政区的“政治、经济、文化、教育中心”:53:130。